# Karl Leyser
Karl Joseph Leyser (24 octobre 1920 - 27 mai 1992) est un historien britannique d'origine allemande.

## Biographie
Parce qu'il est juif, il quitte l'Allemagne avant la Seconde Guerre mondiale. Il entre dans le Black Watch en juin 1944 et sert activement avec le 7e bataillon en Europe du Nord-Ouest. Il est Fellow et tuteur en histoire au Magdalen College, Oxford, de 1948 à 1984, et professeur Chichele d'histoire médiévale à l'Université d'Oxford, de 1984 à 1988,. Il est marié à Henrietta Leyser. Ils sont les parents de la botaniste Ottoline Leyser et du médiéviste Conrad Leyser.